# Tibioplus tachygynoides
Tibioplus tachygynoides är en spindelart som beskrevs av Andrei V. Tanasevitch 1989. Tibioplus tachygynoides ingår i släktet Tibioplus och familjen täckvävarspindlar. Inga underarter finns listade i Catalogue of Life.